# Logroño
Logroño este un oraș în La Rioja, Spania. Are o populație de 152.641 locuitori și suprafață de 79,57 km².

## Personalități născute aici
- Juan José Elhuyar (1754 - 1796), chimist;
- Fausto Elhuyar (1755 - 1833), chimist, fratele lui Juan José;
- María Teresa León (1903 - 1988), scriitoare;
- María Esther Herranz García (n. 1969), politician, europarlamentar.